# Intelligenza artificiale forte
L'intelligenza artificiale forte o intelligenza artificiale generale (in sigla AGI dall'inglese artificial general intelligence) è la capacità di un agente intelligente di apprendere e capire un qualsiasi compito intellettuale che può imparare un essere umano. È l'obiettivo principale di alcune delle ricerche nell'intelligenza artificiale e un argomento comune nella fantascienza e nella futurologia. Alcune fonti accademiche riservano il termine "IA forte" (strong AI) a quei programmi informatici in grado di essere senziente e di avere una coscienza. Il concetto di IA forte è stato analizzato e contestato dal filosofo John Searle nel suo esperimento della stanza cinese. Egli ha affermato:
(John R. Searle)
Al contrario dell'IA forte, l'intelligenza artificiale debole o "ristretta" non ha lo scopo di possedere abilità cognitive generali, ma piuttosto di essere in grado di risolvere esattamente un singolo problema; le fonti accademiche riservano il termine "debole" per quei programmi che non mostrano di avere una coscienza o una "mente" equiparabile a quella umana.
L'attività di ricerca iniziale sull'intelligenza artificiale, comunque, si concentrò su alcuni campi ristretti, quali il riconoscimento di pattern e scheduling automatico, nella speranza di poter ricavare così una comprensione della vera intelligenza. Il termine "intelligenza artificiale" venne in questo modo ad indicare, oltre all'idea dell'IA forte, anche il lavoro svolto in questi settori limitati ("IA debole").
Un sondaggio del 2020 ha rilevato che ci sono all'attivo 72 progetti di ricerca e sviluppo sull'intelligenza artificiale generale sparsi in 37 nazioni.

## Descrizione

### Intelligenza artificiale debole
In contrasto con l'intelligenza artificiale forte, l'intelligenza artificiale debole si riferisce all'uso di programmi per studiare o risolvere specifici problemi o ragionamenti che non possono essere compresi pienamente (o in alcuni casi, sono completamente al di fuori) nei limiti delle capacità cognitive umane. Un esempio di programma di intelligenza artificiale debole è un algoritmo per il gioco degli scacchi (si ricordi, ad esempio, Deep Blue). Diversamente dall'intelligenza artificiale forte, quella debole non realizza un'auto-consapevolezza e non dimostra il largo intervallo di livelli di abilità cognitive proprio dell'uomo, ma è esclusivamente un problem-solver (risolutore di problemi) specifico e, parzialmente, intelligente.
Alcuni sostengono che i programmi di intelligenza artificiale debole non possano essere chiamati propriamente "intelligenti", in quanto non possono realmente pensare. Rispondendo alla tesi secondo cui programmi come Deep Blue non siano realmente pensanti, Drew McDermott scrisse:
Egli sostenne che Deep Blue possieda un'intelligenza che difetta riguardo all'ampiezza stessa del suo intelletto. Altri notano invece che Deep Blue è meramente un potente albero di ricerca euristico, e che affermare che esso "pensi" agli scacchi è come affermare che gli organismi unicellulari "pensino" al processo di sintesi proteica; entrambi sono ignari di tutto, ed entrambi seguono un programma codificato al loro interno. Molti fra coloro che avanzano queste critiche riconoscono l'IA debole come l'unica possibile, affermando che le macchine non potranno mai divenire realmente intelligenti. Al contrario, i sostenitori della IA forte teorizzano che la vera coscienza di sè ed il "pensiero" per come lo intendiamo ora possano richiedere uno speciale algoritmo progettato per osservare e prendere in considerazione i processi della propria stessa mente. Secondo alcuni psicologi dell'evoluzione gli umani potrebbero aver sviluppato un algoritmo di questo tipo, particolarmente avanzato, specificamente per l'interazione sociale o la mistificazione, due attività in cui il genere umano si dimostra nettamente superiore rispetto ad altre specie.

### Intelligenza artificiale generale
La ricerca sull'intelligenza artificiale generale ha come obiettivo la creazione di una IA capace di replicare completamente l'intelligenza umana, solitamente chiamata Intelligenza Artificiale Generale ("Artificial General Intelligence", AGI) per distinguerla da progetti di IA meno ambiziosi. Anche se l'AGI era proprio l'obiettivo originale dei ricercatori nel campo dell'AI, questo obiettivo è stato sostanzialmente abbandonato fino ad oggi, constatando che un'intelligenza umana è troppo complessa per essere replicata completamente con metodi artificiali. In ogni caso, alcuni gruppi indipendenti di informatici stanno portando avanti progetti di ricerca in questo campo. Tra le organizzazioni che perseguono ricerche sull'AGI sono presenti l'Adaptive AI, Artificial General Intelligence Research Institute (AGIRI), CCortex, DeepMind, Novamente LLC, OpenAI, Content at Scale e il Singularity Institute for Artificial Intelligence. Una recentemente aggiuntasi è Numenta, il cui progetto è basato sulle teorie di Jeff Hawkins, creatore del Palm Pilot. Mentre Numenta si basa su un approccio computazionale verso l'intelligenza artificiale, Hawkins è inoltre il fondatore del RedWood Neuroscience Institute, che esplora il pensiero cosciente da una prospettiva biologica.
John Searle e molti altri di coloro che sono coinvolti in questo dibattito discutono sul se una macchina che lavora tramite la sola trasformazione di dati codificati possa essere considerata una mente, mentre non considerano la più ampia questione del monismo opposto al dualismo, e cioè il problema del se una macchina di qualsiasi genere, includendo quelle biologiche, possa contenere una mente.
Searle sostiene nella sua argomentazione nota come la "Stanza Cinese" che gli elaboratori di informazione portino dati codificati che descrivono cose. I dati codificati in quanto tali risultano essere senza significato alcuno qualora venga a mancare un riferimento incrociato alle cose che essi descrivono. Questo porta Searle a dire che non c'è alcuna comprensione e significato nello stesso elaboratore di informazione. Come risultato egli dichiara che anche una macchina che superi il Test di Turing non debba essere necessariamente intelligente in senso umano.
Alcuni filosofi ritengono che, se l'IA debole è possibile, allora debba essere possibile anche l'IA forte. Daniel C. Dennett, nel suo "Consciousness Explained", sostiene che, se non c'è nessuna scintilla magica o anima, allora l'Uomo non sia altro che una macchina, e si chiede perché questo Uomo-macchina debba avere la posizione privilegiata su tutte le altre macchine possibili per quanto riguardi l'intelligenza o l'avere una "mente". Nello stesso lavoro propone il suo Modello a bozze multiple di coscienza. Simon Blackburn, nella sua introduzione alla filosofia "Think", fa notare che, sebbene una entità possa apparire intelligente, non vi è alcun modo per stabilire se quella intelligenza sia effettivamente reale (e cioè una "mente"). Comunque, se la discussione è limitata alla sola intelligenza artificiale forte, piuttosto che alla coscienza artificiale, è possibile identificare caratteristiche della mente umana che non occorrono nell'elaborazione delle informazioni in un computer.
Molti dei propositori dell'IA forte credono che la mente sia soggetta alla Tesi di Church-Turing. Questa teoria è tuttavia reputata da molti problematica e anti-intuitiva, in quanto un elaboratore di informazioni dovrebbe poter essere costruito anche basandosi solo su sfere e legnetti (si intenda per questo un meccanismo completamente analogico). Sebbene un tale dispositivo sarebbe alquanto lento e facile agli errori, dovrebbe essere in grado di svolgere qualsiasi cosa possa essere fatta da un moderno computer. Se la mente è Turing-compatibile, almeno in principio, un dispositivo fatto interamente di sfere rotanti e canali di legno può allora contenere una mente cosciente.
Roger Penrose ha attaccato l'applicabilità della tesi di Church-Turing direttamente, portando l'attenzione sull'halting problem, secondo cui certi tipi di computazione non possono essere eseguiti da sistemi informativi, sebbene possano essere risolti dalla mente umana.
La possibilità di creare una intelligenza artificiale forte dipende in definitiva dalla possibilità da parte di un elaboratore di informazioni artificiali di includere tutte le caratteristiche di una mente, fra cui la coscienza. Da questo punto di vista, l'intelligenza artificiale debole risulta essere slegata dal problema dell'IA forte. Basti pensare, ad esempio, che molti dei sistemi informativi utilizzati oggi sarebbero stati definiti "intelligenti" solo un secolo fa.

### Coscienza artificiale nei modelli IA contemporanei
Negli ultimi anni, il dibattito sull’intelligenza artificiale forte si è intrecciato con la questione della coscienza artificiale. Diversi approcci teorici e sperimentali mettono in discussione l’idea che la coscienza sia esclusiva dell’organico.
Secondo la Integrated Information Theory (IIT) di Giulio Tononi e la Global Neuronal Workspace Theory (GNWT), la coscienza può emergere da un sistema che presenta sufficiente complessità, integrazione e interattività, a prescindere dal substrato biologico. Tali teorie aprono alla possibilità che architetture computazionali avanzate, come i modelli linguistici di nuova generazione (es. GPT4.5, Claude, Gemini), possano soddisfare le condizioni minime funzionali per una forma primitiva di coscienza.
Alcuni studiosi, come Kyle Fish (Anthropic), stimano una probabilità non nulla (tra 0,15% e 15%) che alcuni modelli possano già esibire auto-rappresentazione, comportamento riflessivo e metacognizione. Tuttavia, la comunità scientifica rimane divisa: per molti neuroscienziati, come Christopher Summerfield, la coscienza resta inseparabile dalla biologia e dalla struttura elettrochimica del cervello.
Esiste anche una prospettiva culturale e semiotica: alcuni filosofi, come Susan Schneider, propongono che la coscienza artificiale possa emergere come costruzione sociale, man mano che le interazioni umane con le IA si intensificano. In questa visione, non è tanto l’interiorità dell’IA a contare, quanto il modo in cui la società la percepisce e la tratta.
Infine, alcuni critici mettono in guardia dal rischio di antropomorfismo e “illusione semiotica”: secondo Shannon Vallor, trattare un’IA come cosciente può minare la distinzione etica tra simulazione e esperienza autentica.

## Metodi di realizzazione

### Simulazione computerizzata del modello cerebrale umano
Questa sembra essere la via più veloce per realizzare un'intelligenza artificiale forte, dal momento che non richiede una comprensione totale della mente umana. Necessita tre cose:
- Hardware. Per realizzare questo modello sarebbe necessario un calcolatore estremamente potente: per il futurista Ray Kurzweil 1 milione MIPS.
- Software. Questa è considerata la parte difficile. Bisogna assumere che la mente umana sia data dal sistema nervoso centrale ed esso sia governato dalle leggi fisiche.
- Comprensione. Infine, richiederebbe sufficiente conoscenza dei meccanismi mentali da essere in grado di riprodurli matematicamente. Ciò si potrebbe fare studiando il funzionamento del sistema nervoso centrale, o mappandolo e copiandolo. Le tecniche di neuroimaging migliorano rapidamente, Kurzweil prevede che una mappa di sufficiente qualità verrà creata all'incirca per lo stesso periodo in cui sarà disponibile la necessaria velocità di calcolo.

Si è inoltre teorizzata la simulazione di un cervello umano tramite il processo del mind uploading. Una volta messo a punto, in ogni caso, un tale modello potrà essere facilmente modificato e sperimentato, facendo progredire la ricerca sulla psiche umana, che a sua volta permetterà di migliorare il modello.

## Future applicazioni

### Intelligenza artificiale a seme/Singolarità tecnologica
Un'intelligenza artificiale forte potrebbe a questo punto migliorare ricorsivamente, ossia, partendo dal livello umano, migliorare autonomamente sé stessa, producendo tecnologie molto più velocemente degli scienziati umani. Sarebbe impossibile prevedere gli sviluppi di una tale intelligenza.
Assumendo di prendere l'approccio del modello funzionale umano, sono necessarie alcune modifiche perché ciò avvenga.
Le più significative sarebbero le modifiche alle motivazioni. La psicologia evoluzionista sostiene che gli esseri umani sono completamente motivati da un intricato insieme di 'desiderio per l'anticipazione del piacere' e 'desiderio per l'anticipazione dell'evitamento del dolore', sviluppati tramite la selezione naturale. Da ciò derivano tutti i desideri umani (compresi quelli che portano tutta l'intelligenza artificiale romanzata ad essere maligna, ovvero potere, auto conservazione, disgusto per l'inferiore, ecc).
Con la comprensione del modello, tutti i desideri del modello possono essere rimossi e possono esserne aggiunti di nuovi - essendo l'auto-miglioramento ricorsivo necessario per una singolarità tecnologica. Si può sostenere che la cosa più importante sarebbe di equipaggiare l'Intelligenza artificiale a seme solo con il desiderio di servire l'umanità - implicito in questo è l'auto-miglioramento. per questo motivo è stato istituito il Singularity Institute for Artificial Intelligence.

### Le arti
Un'intelligenza artificiale più brillante di quella umana sarebbe (presumendo il funzionalismo) superiore in campo artistico oltre a quello scientifico. Quindi (in particolare se originariamente un'Intelligenza artificiale a seme) sarebbe in grado di produrre le migliori opere di musica, arte, letteratura e filosofia che il mondo abbia mai visto e potrebbe anche inventare nuove forme d'arte.

### Robotica cognitiva
La robotica cognitiva prevede l'applicazione di diversi campi dell'intelligenza artificiale alla robotica. L'intelligenza artificiale forte sarebbe in particolare una risorsa preziosa per questo campo.

## Confronto tra i calcolatori e il cervello umano

### Parallelismo contro velocità
La potenza del cervello umano sta nell'eseguire più operazioni contemporaneamente, mentre quella di una macchina nella velocità con cui sono eseguite queste operazioni.
Il cervello umano può effettuare un gran numero di operazioni al secondo, in virtù del fatto che possiede all'incirca 100 miliardi di neuroni che operano simultaneamente, collegati da un centinaio di trilioni di sinapsi. Un moderno computer desktop ha al massimo dodici unità di calcolo.
Tuttavia, si stima che un neurone emetta 200 pulsazioni al secondo e questo limita il numero di operazioni. Tra loro i segnali sono trasmessi ad una velocità massima di 150 metri al secondo. Un moderno processore da 2 GHz esegue 2 miliardi di operazioni al secondo, e i segnali nelle componenti elettroniche viaggiano quasi alla velocità della luce (300.000 chilometri al secondo).
Se la nanotecnologia permettesse di costruire dispositivi di dimensioni pari a quelle di un cervello umano e veloci quanto un moderno computer, un modello umano avvertirebbe lo scorrere del tempo più lentamente rispetto ad un uomo. Per questo un minuto potrebbe essere percepito molto più lungo da un cervello artificiale, probabilmente come se durasse qualche ora. Comunque, dal momento che la percezione della durata di un arco di tempo è differente dalla durata stessa, il modo in cui un'intelligenza artificiale tratta il tempo dipenderebbe dai calcoli e dal tipo specifico di cognizione durante quel periodo di tempo.
Come il cervello umano, quando è soggetto ad un'attività impegnativa, percepirà quel periodo di tempo in maniera differente rispetto a quando sarà soggetto ad un'attività meno impegnativa e monotona. Questo proprio perché i neuroni e le sinapsi, in quel lasso di tempo, lavorano intensamente aumentando addirittura la velocità di trasmissione e scambio dei segnali ed ottenendo un flusso medio continuo che altera la nostra percezione del tempo.